# جمعية المرأة للحوسبة
جمعية المرأة للحوسبة هي منظمة مهنية للمرأة في مجال الحوسبة. كما أنها عضو في معهد التصديق على المهنيين العاملين في الحوسبة.